# Parapelerinus ensatus
Parapelerinus ensatus är en insektsart som beskrevs av Liu, C. och Kang 2008. Parapelerinus ensatus ingår i släktet Parapelerinus och familjen vårtbitare. Inga underarter finns listade i Catalogue of Life.